# 1981 UB1
1981 UB1 är en asteroid i huvudbältet som upptäcktes den 30 oktober 1981 av den amerikanska astronomen Laurence G. Taff i Socorro, New Mexico.
Asteroiden har en diameter på ungefär 18 kilometer och den tillhör asteroidgruppen Themis.